# Bernardino António Gomes
Bernardino António Gomes ( * Paredes de Coura, 1768 – Lisboa, 1823) fue un médico botánico portugués que actuó en los primeros años del siglo XIX. Estudió varias especies oriundas de Brasil, y realizó la aislación de la cinchonina.

## Vida
Estudió medicina en la Universidad de Coímbra, donde concluyó su doctorado en 1793. Fue el primer dermatólogo portugués; y médico en Aveiro, lugar donde estuvo residenciado hasta 1797, año cuando fue nombrado médico de la armada real. Ese mismo año, se embarcó hacia Brasil, donde permaneció hasta 1801. En 1802 se le encargó  hacer frente a una epidemia de fiebre tifoidea a bordo de una escuadra portuguesa, en el estrecho de Gibraltar. Después de dos meses había logrado resolver el problema. En 1810, tras un nuevo brote de tifo que afectó otra escuadra portuguesa en Gibraltar, se transporta a 445 enfermos al Lazareto de Trafaria, que trató con éxito. Del servicio naval, pasó a trabajar en el Hospital de la Marina y en el Hospital Militar de Lisboa. En 1810 dejó la carrera de médico de la armada. En 1817, fue nombrado Médico de la Cámara Real.
Fue elegido miembro efectivo de la Academia Real de las Ciencias de Lisboa, en 1812. En esa Academia promovió, en 1812, la creación de la "Institución Vacunatoria", que se dedicó a la vacunación antivariólica. En 1817, el número de inoculaciones ya alcanzaba a 17 mil. En 1817, fue designado para prestar servicios médicos a la princesa Leopoldina de Austria, novia de Don Pedro, futuro Emperador del Brasil,para ello se trasladó de Livorno a Río de Janeiro. Permaneció seis meses en Río de Janeiro, y luego regresó a Lisboa.
No se debe confundir con su hijo, del mismo nombre, que nació en Lisboa, en 1806 y se formó en Medicina, en París y en Matemática en Coímbra.

## Obra

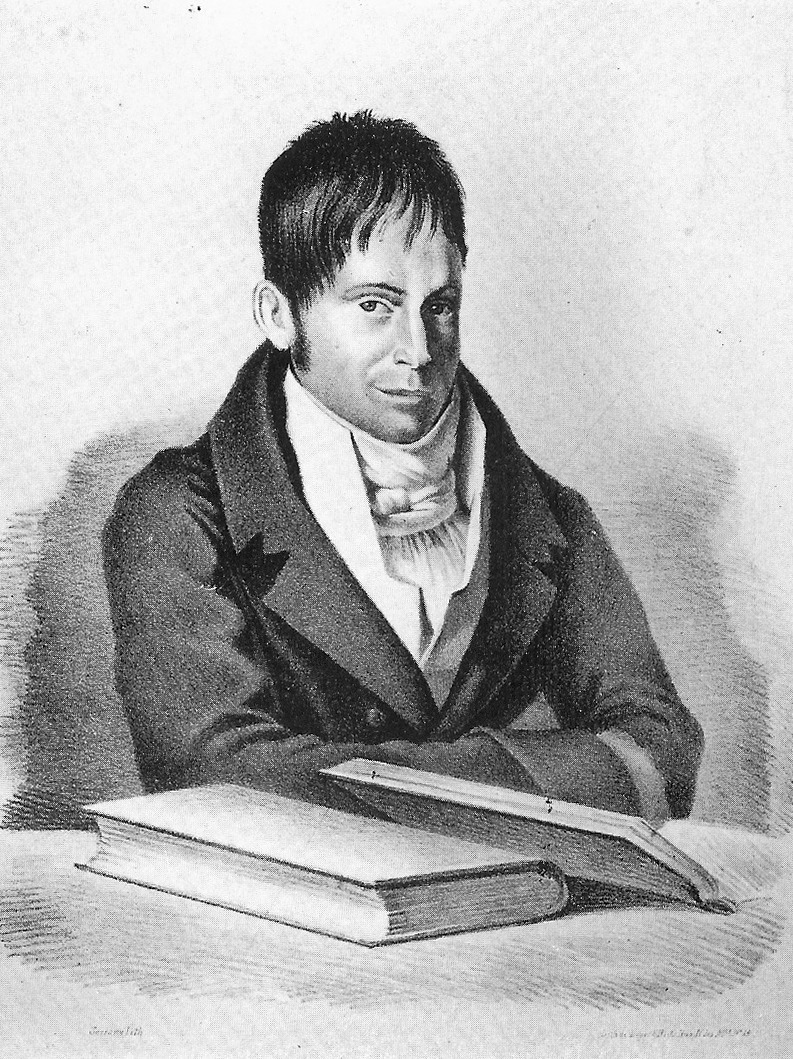
Bernardino António Gomes.

Durante sus largas estancias en Brasil, que era una colonia portuguesa, Bernardino António Gomes estudió varias especies de plantas medicinales. En el período de 1798 a 1822, publicó (tanto en Portugal como en Brasil) varios informes sobre la morfología y las propiedades farmacéuticas de plantas portuguesas y brasileñas, así como informes sobre la incidencia y el tratamiento de enfermedades infecciosas. En 1812, fue fundada la "Institución Vacunatoria", en Lisboa, de la cual B.A. Gomes fue su primer director y que tenía como objetivos extender la vacunación antivariólica en todo el territorio de Portugal y promover el progreso de las ciencias y el bienestar público. Así, en conjunto con otros médicos, B.A. Gomes inició la vacunación en Portugal.
Los trabajos que publicó tuvieron un gran impacto en la comunidad científica internacional. De esos artículos, se destaca el aislamiento por cristalización de la denominada cinchonina: sustancia activa presente en la cáscara de quina. La cinchonina fue utilizada, desde el siglo XVII, como antipirético.
Gran parte de sus trabajos se desarrolló en el Laboratorio Químico de la Casa de la Moneda de Lisboa.

## Algunas publicaciones
- Observações botanico-medicas sobre algumas plantas do Brazil, 1812.
  - Ensaio sobre o cinchonino, e sobre sua influencia na virtude da quina, e d’outras cascas, 1812
- Ensaio Dermosographico ou Succinta e Systematica Descripção das Doenças Cutâneas, 1820

- La abreviatura «Gomes» se emplea para indicar a Bernardino António Gomes como autoridad en la descripción y clasificación científica de los vegetales.[1]